# 罗曰璧
罗曰璧（？—？），云南景东直隶厅人，清朝政治人物。

## 生平
嘉庆九年甲子科举人，道光六年丙戌科大挑一等，清仁宗嘉庆年间，任陕西蒲城县知县，清宣宗道光六年任延川县知县，道光十年任平利县知县，道光十年至道光二十一年任汧阳县知县，道光十一年重修三贤祠，道光十七年开工建设启文书院，并于两年后建成，重修县志。《景东县志稿·人物志·政事》:“有生佛万家之誉。”